# Delvin Joel
Delvin Joel (* 1997 oder 1998) ist eine vanuatische Fußballschiedsrichterin.
Sie steht nicht auf der FIFA-Liste und leitet Fußballspiele von Vereins- und Nationalmannschaften in Ozeanien.
Bei der Ozeanienmeisterschaft 2022 in Fidschi leitete Joel zwei Partien, darunter das Halbfinale zwischen Fidschi und den Salomonen (3:1).